# 法国电力集团
法国电力集团（法語：Électricité de France S.A.，法語發音：[elɛktʁisite də fʁɑ̃s]，缩写为EDF）是法国的公用电力公司，由法国政府拥有大部分股份，总部设在法国巴黎。2010年，其共有652亿歐元的收入，在欧洲，南美洲，北美洲，亚洲，中东和非洲的發電量達120兆瓦以上。

## 历史
法国电力集团是世界上最大的电力生产商。在2011年，其發電量佔歐盟國家總數的22％，主要来自核电：
- 核能：84.7％;
- 可再生能源：8.3％（含4.6％水电）;
- 天然气：2.7％;
- 煤炭：2.7％;
- 燃油：1.2％;
- 其它：0.4％。

它的58个活跃核反应堆（在法国）分布在20个地点（核电站）。它们包括34个900兆瓦（MW）的反应堆，20个1300兆瓦的反应堆，和4个1450兆瓦的反应堆，全部都是压水反应堆。

## 法国电力集团集团

### 行业
法国电力集团（EDF）专业从事电力，从工程设计到配送。该公司的业务包括：发电和配电;电厂的设计，建造和拆除;能源交易;和运输。它是活跃在这样的发电技术如核电，水电，海洋能，风能，太阳能，生物质能，地热能和化石燃料的能源。

### 分配网络（RTE和ErDF）
电力网络的组成如下：
- 高压和特高压输电系统（10万公里线路）。系统的这个部分由RTE（电力传输系统）担任基础设施的独立管理者，尽管它保留在法国电力集团的搭接管理;
- 低压和中压输电系统（120万公里线路），由ErDF（法国电网分配）维护，前身为法国EDF-燃气分配公司。在2008年，它是从法国EDF-燃气分配公司分拆出来，做为EDF和GDF-苏伊士行业完全分离的过程的一部分[來源請求]。

### 机构

#### 总部

法国电力集团（EDF）生产的电力主要来自核电站。

法国电力集团（EDF）总部位于巴黎第八区瓦格蘭大街22-30號。设在大巴黎法国电力集团几个地点之间共享法国电力集团总部。

#### 董事会
- 董事长兼首席执行官: 让-伯纳德·利维（Jean-Bernard Lévy）

### 业务

#### 统计
- 客户: 2010年在全球有3700万个客户。
- 2009年营业额： €633.4亿（23％来自法国） - 2002年有€418.2亿。
- 利润： 2010年有€39.6亿 - 2009年有€39.6亿。
- 净利润： 2010年有€10亿 - 2009年有€39.2亿。
- 净债务： 2010年有€344亿 - 2009年有€425亿。
- 收入： 2010年有€651.7亿 - 2009年有€591.4亿。
- 发电数量： 2010年是大约630.4 TWh。
- 员工人数： 158842人（2010年），其中11万人位于法国[9]。

## 参看
- 法国公司列表（英语：List of French companies）
- 法国能源（英语：Energy in France）
- 巴黎大眾運輸公司 (RATP)